# Huta-Zelenîțka, Iemilciîne
Huta-Zelenîțka (în ucraineană Гута-Зеленицька) este un sat în comuna Zelenîțea din raionul Iemilciîne, regiunea Jîtomîr, Ucraina.

## Demografie
Componența lingvistică a localității Huta-Zelenîțka
     Ucraineană (93,55%)
     Rusă (6,45%)
Conform recensământului din 2001, majoritatea populației localității Huta-Zelenîțka era vorbitoare de ucraineană (93,55%), existând în minoritate și vorbitori de rusă (6,45%).